# Bola de cristall

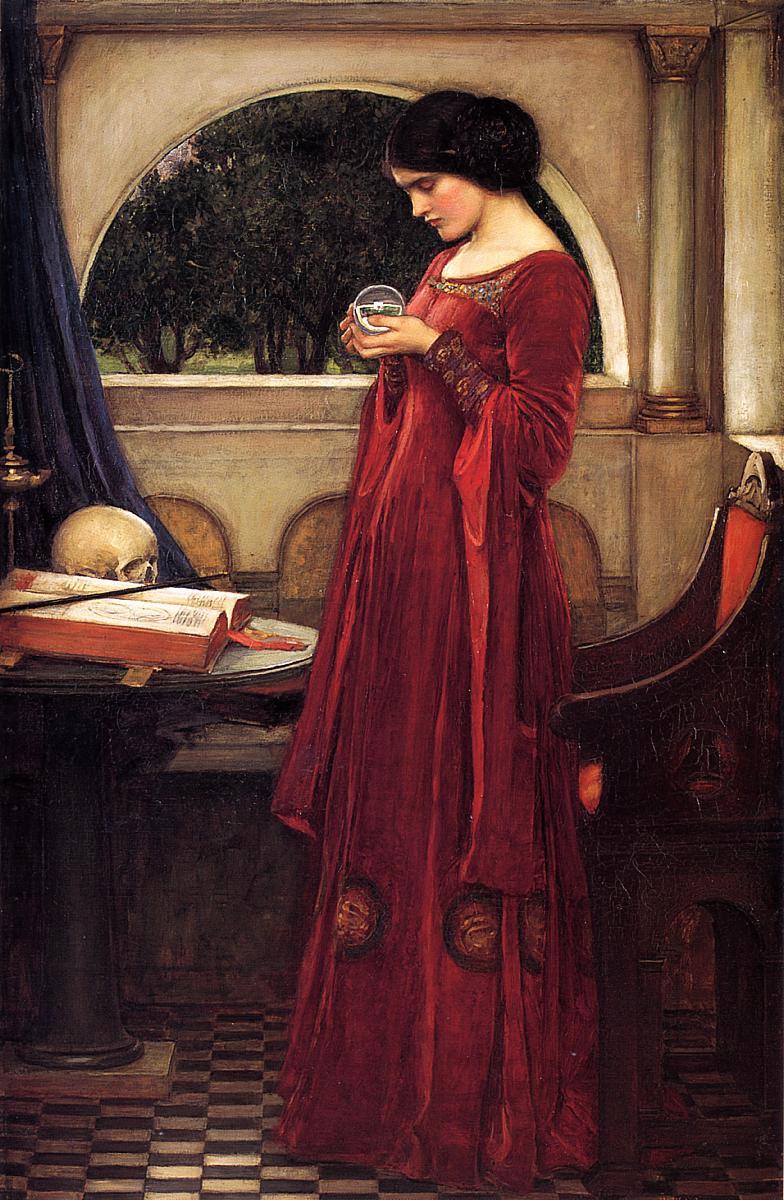
Dona amb una bola de cristall

La bola de cristall, anomenada també col·loquialment bola de vidre, és un estri usat en endevinació per predir el futur i respondre interrogants.
La majoria d'estudis, com el de l'antropòloga Ada Goodrich-Freer, conclouen que les imatges que es veuen a les boles són fruit de suggestions del client, que veu dibuixos onírics en els reflexos del cristall.

## Història
El seu origen sembla estar als pobles celtes, on el druida les usava per comunicar-se amb els esperits naturals. Van popularitzar-se a l'Europa medieval i renaixentista.

## Cultura popular
En la cultura popular hom associa l'objecte a les dones gitanes que prediuen el futur, acompanyant el ritual amb escenes de cartomància o de lectura de les mans, o bé als mags.
Apareix en nombrosos llibres de fantasia o fins i tot en còmics, com per exemple a Tintin i les set boles de cristall.
Als anys 80, un exitós programa de la televisió pública espanyola es deia La bola de cristal (en català, 'La bola de cristall') i comparava la televisió amb una bola de cristall. La presentadora, que feia de bruixa, era la cantant glam Alaska (Olvido Gara).
Un altre element molt popular de la cultura popular són les boles de billar amb el número 8, que endevinen el futur quan les mous. A la bola se li fa una pregunta i aquesta et dona una resposta, copiant la mecànica de la bola de cristall tradicional.